# Albergue de Castilla
El Albergue de Castilla  (en inglés: Auberge de Castille, en maltés: Berġa ta' Kastilja) es un edificio haciendo esquina con Triq il-Merkanti, en La Valeta, Malta. Fue diseñado por  Gerolamo Cassar y construido en los años 1570 para albergar a los caballeros de la Orden de San Juan de la lengua de Castilla, León y Portugal. El edificio actual data de la década de 1740, cuando fue completamente reconstruido durante la magistratura de Manuel Pinto da Fonseca. El nuevo albergue fue construido en estilo barroco y es considerado «probablemente el mejor edificio de Malta». Actualmente alberga la oficina del primer ministro de Malta.
El albergue está situado en Castille Place, cerca de Saint James Cavalier, de la Bolsa de Malta y de los Upper Barrakka Gardens. Está en el punto más alto de La Valeta y domina Floriana y la zona del Gran Puerto.
El nombre de Castilla (Castille en inglés o Kastilja en maltés) se utiliza a menudo metonímicamente para referirse al primer ministro y a su oficina, en un sentido similar al de la Casa Blanca para referirse a la Oficina Ejecutiva del Presidente de los Estados Unidos.

## Historia

### Dominio de los caballeros hospitalarios
El Albergue de Castilla fue construido originalmente en 1573-1574 según proyecto del arquitecto Girolamo Cassar. El edificio original, que asumió el papel del anterior albergue de Castilla y Portugal en la antigua capital de Birgu, fue construido en el estilo manierista, y fue considerado como el diseño más innovador de Cassar. El albergue tenía una sola planta, y su fachada tenía pilastras de paneles que lo dividían en once naves. El diseño del albergue es conocido por una pintura de finales del siglo XVII y un dibujo de principios del XVIII.
El albergue de Castilla original fue desmantelado y completamente reconstruido en estilo barroco español entre 1741 y 1744, durante la magistratura del Gran Maestre Manuel Pinto da Fonseca. El nuevo edificio fue construido según los diseños de Andrea Belli, y su construcción fue supervisada por el capomastro Domenico Cachia. Algunas alteraciones, incluida la ampliación de la puerta principal, se realizaron en 1791.

### Ocupación francesa y dominio británico

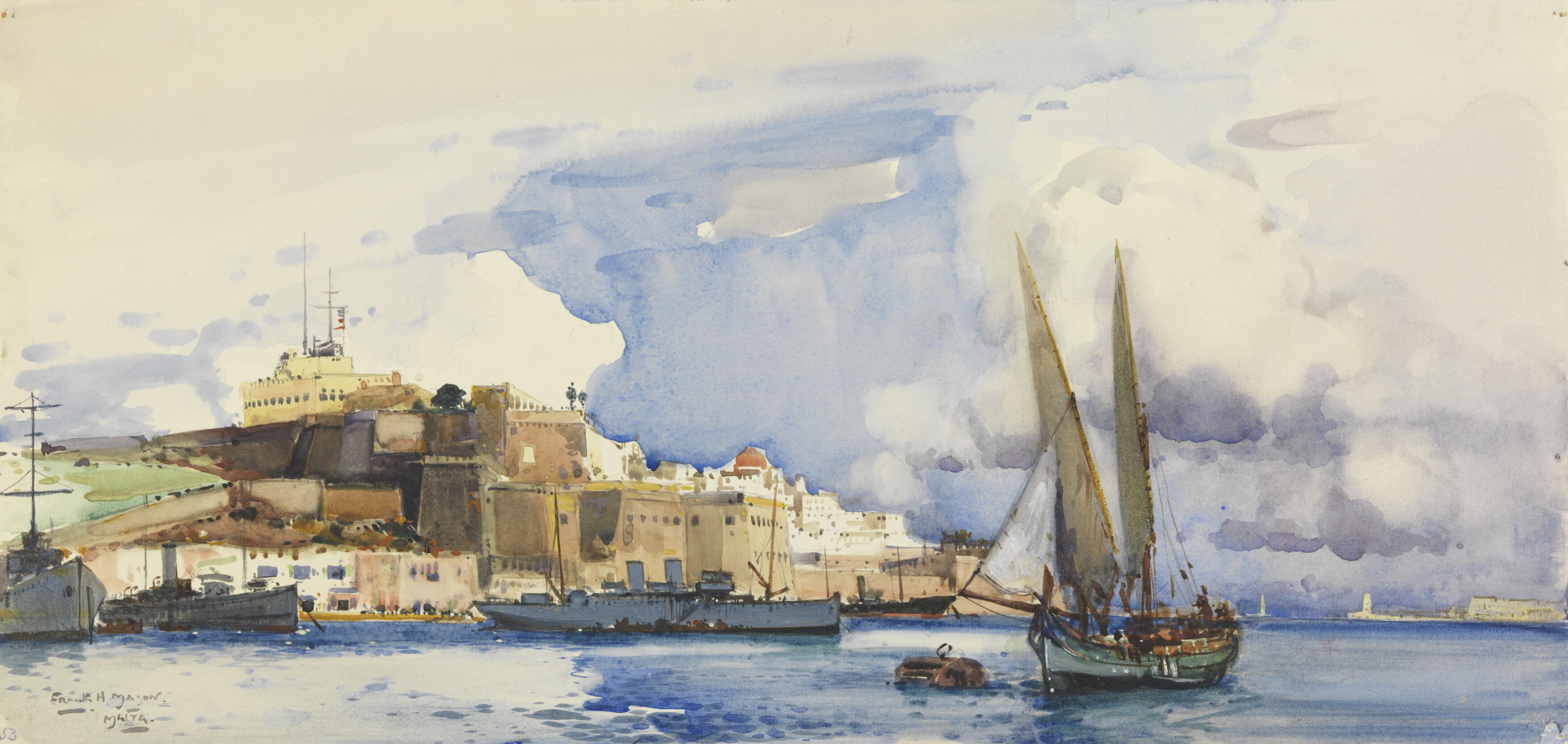
Vista del Gran Puerto durante la Primera Guerra Mundial, con la estación de señalización del Albergue de Castilla visible a la izquierda

La Orden de San Juan fue expulsada de Malta con la invasión y ocupación francesa en 1798. El albergue se convirtió en cuartel general de las fuerzas francesas y más tarde albergó una Comisión de Bienes Nacionales. El edificio sufrió algunos daños durante el bloqueo de 1798-1800.
Después de que Malta se convirtiera en un protectorado británico, en 1805 el albergue se convirtió en el cuartel general de las fuerzas armadas británicas en Malta. También se usaba como residencia para los oficiales británicos. En 1814, un contingente de inválidos del ejército de Egipto fue alojado en el albergue. En 1840 se abrió una capilla protestante en una de las salas de la primera planta. En 1889 se instaló en el techo una estación de señalización con una gran antena para comunicarse con los buques de guerra de la Flota del Mediterráneo amarrados en el Gran Puerto.
En 1942, durante la Segunda Guerra Mundial, el lado derecho del edificio fue dañado por bombardeos aéreos, las partes dañadas fueron posteriormente reparadas y la antena fue retirada. El albergue también fue utilizado como Cuartel General del Ejército para Malta y Libia, y también para Chipre después de 1954.

### Malta independiente

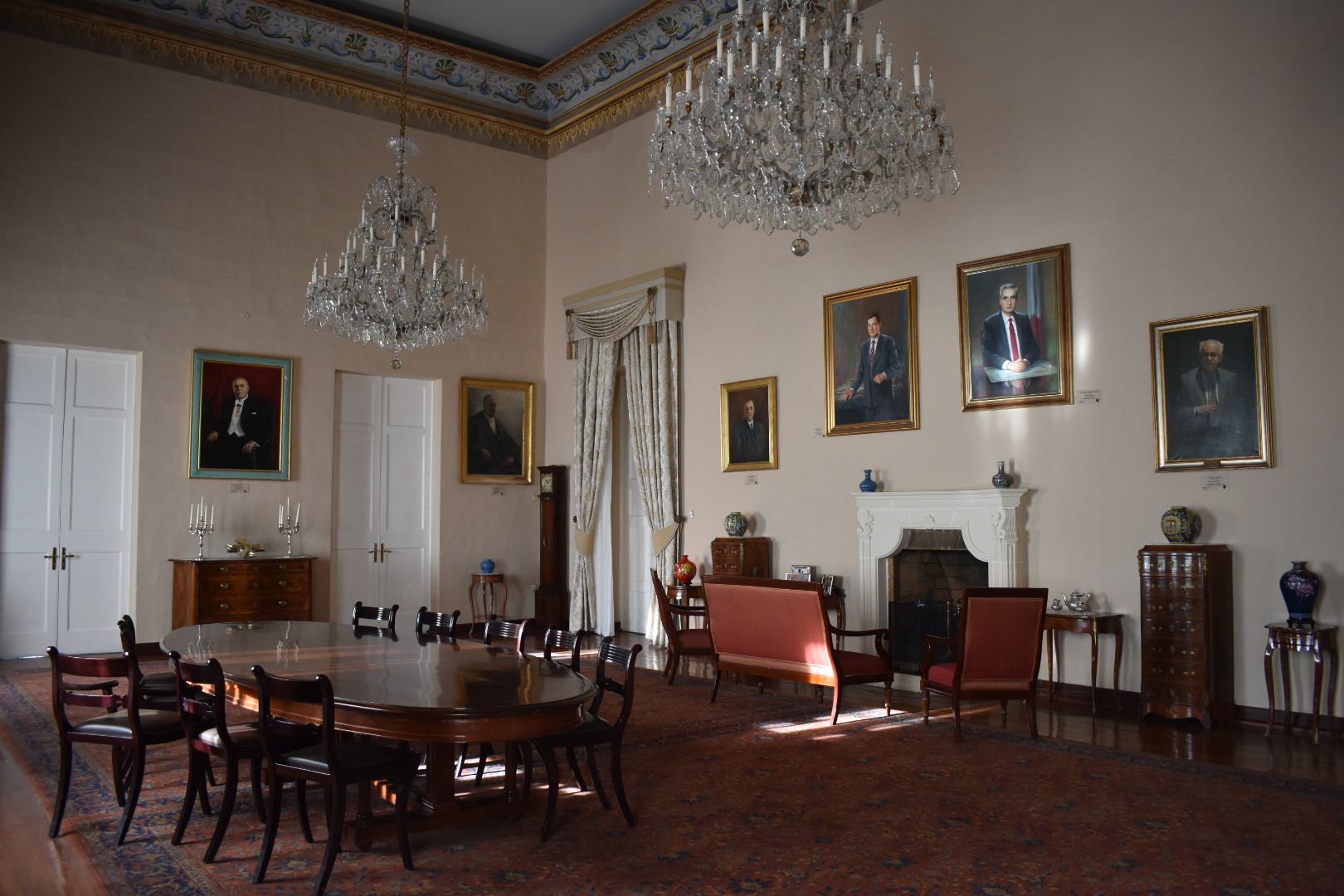
Sala de reuniones del gabinete en el primer piso; la silla no alineada (izquierda) es donde se sienta el primer ministro.

El 4 de marzo de 1972, la Oficina del Primer Ministro de Malta se trasladó desde el Albergue de Aragón al Albergue de Castilla. El primer ministro dirige los asuntos del gobierno desde el Albergue, y el nombre de Castilla se utiliza a menudo como metónimo para referirse al primer ministro y a su oficina.
Con el paso de los años, algunos de los trabajos en piedra comenzaron a desmoronarse y las fachadas se ennegrecieron. El edificio fue restaurado entre 2009 y 2014.
El edificio fue incluido en la Lista de Antigüedades de 1925 junto con los otros albergues de La Valeta, y ahora está clasificado como monumento nacional de primer orden por la Autoridad de Medio Ambiente y Planificación de Malta, y también figura en el Inventario Nacional de Bienes Culturales de las Islas Maltesas.

## Arquitectura

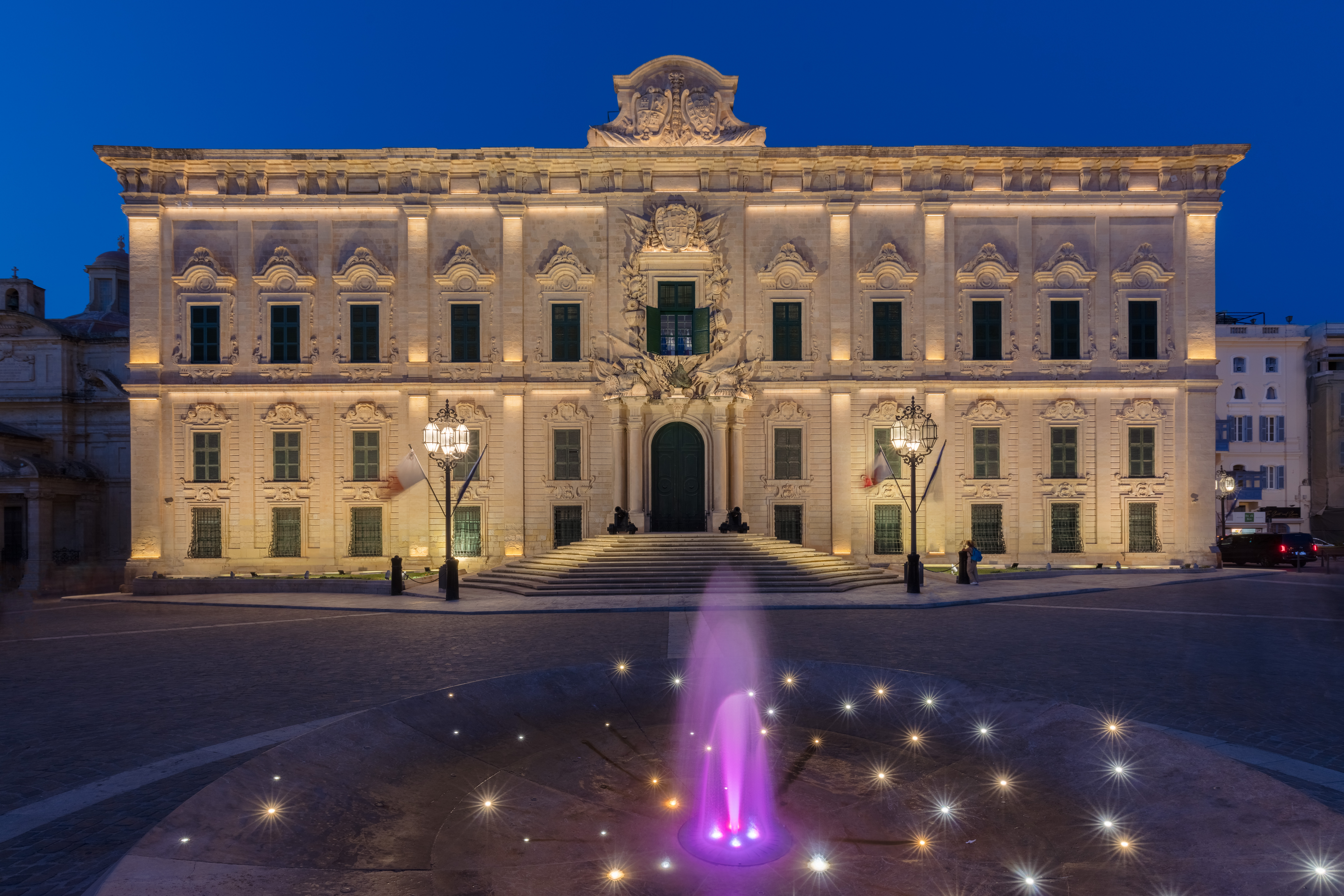
Vista nocturna

El edificio es de estilo barroco, con dos plantas de planta rectangular con un patio central. Su fachada está dividida en once tramos definidos por pilastras en los tramos centrales o paneles lisos en los tramos exteriores. Las ventanas ornamentadas se colocan dentro de paneles empotrados. El edificio tiene una cornisa continua y sus esquinas son rústicas.
A la entrada principal se accede por una escalinata y la puerta está flanqueada por columnas que sostienen un trofeo de armas y un busto de bronce del Gran Maestre Manuel Pinto da Fonseca. Sobre el busto se encuentra una ventana moldeada y coronada por el escudo de Pinto. En el centro de la ventana se encuentran los escudos de Castilla y León y de Portugal. Justo enfrente de la entrada se encuentran dos cañones históricos, que se utilizan actualmente como decoración.
El albergue ha sido calificado como "probablemente el mejor edificio de Malta". Tanto el exterior como el interior, especialmente la fachada ornamentada y los escalones que conducen a la entrada, fueron diseñados para ser imponentes.
El Albergue de Castilla está unido al albergue de Italia por Merchants Street a través de un refugio antiaéreo subterráneo de la Segunda Guerra Mundial.